# Jin Akanishi
Jin Akanishi (赤西 仁?, Akanishi Jin; Kōtō, 4 luglio 1984) è un cantautore, attore, conduttore radiofonico e idol giapponese, ex-membro del gruppo musicale J-pop KAT-TUN.
Ha un fratello minore che lavora anche lui nel settore dello spettacolo sotto il nome d'arte di Fuuta.
Il suo nome significa "Benevolenza", che è una delle cinque virtù predicate da Confucio.
Trasferitosi molto presto a Tokyo, la sua carriera è iniziata nel 1997 quando un suo compagno di classe invia una sua foto ad un "idol-magazine". L'anno dopo la madre invia domanda a suo nome alla Johnny & Associates.
Lui e Kazuya Kamenashi sono stati accoppiati col neologismo Akakame (dai media giapponesi) o Akame (dai fan internazionali) per tutto il tempo in cui erano assieme nei KAT-TUN.

## Biografia
Viene inserito nel 2001 in un gruppo di sei giovani promettenti, che in origine doveva esser composto solamente da ballerini come accompagnamento per i Kinki Kids, ma la popolarità del tutto inaspettata del sestetto ha portato la loro agenzia a permettere loro d'espandersi in un gruppo separato, che sarà chiamato KAT-TUN, un acronimo formato dalla prima lettera del cognome d'ognuno dei membri. Fecero il loro debutto nel 2006 con la realizzazione del loro primo video musicale.
Con grande sorpresa del pubblico giapponese, Jin annuncia in una conferenza stampa nel 2006 che avrebbe lasciato il paese per studiare la lingua inglese all'estero, questo per un periodo indeterminato di tempo. Nonostante la sua assenza il gruppo continua l'attività pubblicando il terzo album in studio e il secondo singolo. Jin torna da Los Angeles, dove s'era trasferito, nella primavera del 2007.
Fa anche la parte di cantautore con canzoni scritte sia per la band che per se stesso.
A partire dal 2010 ha avuto una serie di concerti da solista, componendo in parte i suoi testi. In contemporanea del suo annuncio di un tour negli USA dà anche la notizia che avrebbe lasciato i KAT-TUN. Il suo primo album, prodotto dalla Warner, uscirà nel 2012.

### Carriera come attore
Ha fatto il suo debutto come attore nel 1999 in un cameo nel secondo episodio della commedia romantica trasmessa dalla NTV PPOI: nella parte di protagonista c'era un giovanissimo Tomohisa Yamashita, con cui da allora è buon amico.
Ha iniziato poi ad apparire in diversi musical a partire dal 2000.
È tornato sul piccolo schermo nel 2005 per Gokusen 2, 2ª stagione del popolare dorama, al fianco di Kazuya Kamenashi. Nello stesso anno ha avuto anche il ruolo di co-protagonista di supporto nel dorama romantico Anego.
Nel 2007 ha recitato nel suo primo ruolo da protagonista in Yukan Club, una commedia scolastica.
Ha fatto il suo debutto come doppiatore nel 2008 con Speed Racer, fornendo la voce del protagonista interpretato da Emile Hirsch.
Nel 2009 è stato scelto come protagonista del film Bandage; questo è stato il suo debutto sul grande schermo.
È apparso inoltre nel film di produzione hollywoodiana 47 Ronin, che vede nel cast Keanu Reeves.

## Vita privata
Nel febbraio 2012 è stato annunciato il suo matrimonio con l'attrice Meisa Kuroki; il 23 settembre dello stesso anno è nata la loro prima figlia, Theia.

## Filmografia

### Cinema
- Bandage, regia di Takeshi Kobayashi (2010)
- 47 Ronin, regia di Carl Rinsch (2013)

### Dorama
- PPOI! (NTV, 1999)
- Kowai Nichiyōbi (NTV, 1999)
- Best Friend (TV Asahi, 1999)
- Taiyō wa Shizumanai (Fuji TV, 2000)
- Haregi, Koko Ichiban (NHK, 2000)
- Omae no Yukichi ga Naiteiru (TV Asahi, 2001)
- Xmas Nante Daikirai as Kitagawa Sho (NTV, 2004)
- Gokusen 2 (ごくせん 2005) as Yabuki Hayato (NTV, 2005)
- Anego (アネゴ) as Kurosawa Akihiko (NTV, 2005)
- Yukan Club (有閑倶楽部) as Shochikubai Miroku (NTV, 2007)

## Discografia

### Album studio
| Anno | Informazioni | Posizioni in classifica (Giappone) | Vendite totali |
| ---- | --- | ---------------------------------- | -------------- |
| 2010 | Olympos - Pubblicato come parte di Lands con Takeshi Kobayashi - Data di pubblicazione: 13 gennaio 2010 - Etichetta: J Storm (JACA-5189) - Formati: CD - Lingue: Japanese | 1                                  | 143,000        |
| 2012 | Japonicana - Data di pubblicazione: 7 marzo 2012 - Etichetta: Warner Music Japan (WPCR-14451) - Formati: CD, digital download - Lingue: English                           | TBA                                | TBA            |

### EP
| Anno | Informazioni | Posizioni in classifica (Giappone) | Vendite totali |
| ---- | --- | ---------------------------------- | -------------- |
| 2011 | Test Drive - Data di pubblicazione: January 13, 2010 - Etichetta: Warner (WPCR-14366) - Formati: CD - Lingue: English | 1                                  | 123,000        |

### Singoli
| Pubblicazione | Titolo                            | Note               | Posizioni in classifica | Posizioni in classifica           | Posizioni in classifica | Oricon sales | Album      |
| Pubblicazione | Titolo                            | Note               | Oricon Singles Charts   | Billboard Billboard Japan Hot 100 | RIAJ digital tracks     | Oricon sales | Album      |
| ------------- | --------------------------------- | ------------------ | ----------------------- | --------------------------------- | ----------------------- | ------------ | ---------- |
| 2009          | Bandage                           | As a part of Lands | 1                       | 1                                 | —                       | 257,000      | Olympos    |
| 2011          | Eternal                           |                    | 1                       | 1                                 | 6                       | 242,000      | TBA        |
| 2011          | Test Drive featuring Jason Derulo | US debut single    | —                       | 16                                | 13                      | —            | Japonicana |
| 2011          | Seasons                           |                    | 1                       | 24                                | 19                      | 114,000      | TBA        |
| 2012          | Sun Burns Down                    |                    | —                       | 26                                | 20                      | —            | Japonicana |

DVD
- Yellow Gold Tour 3011 (4 May 2011)